# Merlerault-le-Pin
Merlerault-le-Pin è un comune francese di 1.435 abitanti situato nel dipartimento dell'Orne nella regione della Normandia. È stato istituito il 1 gennaio 2025 dalla fusione dei precedenti comuni di Les Authieux-du-Puits, La Genevraie, Godisson, Le Merlerault e Nonant-le-Pin.